# Friedrich Weber (gravör)
Friedrich Weber, född 1813 nära Basel, död 1882, var en schweizisk kopparstickare.
Han studerade i München och Paris och bosatte sig 1861 i Basel. Weber utförde dels porträtt, dels bilder efter äldre och yngre målare. Hans kopparstick är utmärkta i modellering, uttryck och materialbehandling. Bland hans arbeten kan nämnas La vier ge au diadème, efter Rafael (i Louvren), Madonna från Lugano, efter Bernardino Luini, Lais Corinthìaca, efter Holbein (i Basel) och Amor sacro e profano, efter Tizian.